# Marie Ondříčková
Marie Ondříčková (* 1. Dezember 1870 in Prag (Kleinseite); † 3. Mai 1957 in Prag) war eine tschechische Geigerin, Pianistin und Musikpädagogin.
Ondříčková war die Tochter des Kapellmeisters und Geigers Jan Ondříček und die Schwester von František, Emanuel und Stanislav, die ihrerseits als Geiger bekannt wurden. Sie erhielt Violin- und Klavierunterricht von Ludmila Houšková. Anschließend half sie ihrem Vater und führte nach seinem Tod im März 1900 dessen Schule weiter.
Ondříčková begleitete Otakar Ševčík in dessen „fremde Kolonie“ in Prachatice. Im Jahr 1902 heiratete sie Ševčíks Assistenten Antonín Mack. Als er 1906 starb, fuhr sie zu ihrem Bruder Karel in die Vereinigten Staaten und arbeitete in New York. Dort wurde sie als Lehrerin für Klavier und Violine bekannt und förderte die tschechische Musik. Ondříčková heiratete 1907 den Pianisten und Journalisten Karel Leitner.
Nach dem Zweiten Weltkrieg kehrte das Ehepaar in ihre Heimat Prag zurück, wo Ondříčková bis zu ihrem plötzlichen Tod am 3. Mai 1957 Klavier unterrichtete.